# Hope Bridges Adams Lehmann

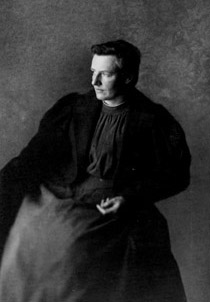
Hope Bridges Adams Lehmann im Jahr 1898

Hope Bridges Adams Lehmann (* 17. Dezember 1855 in Halliford bei London als Hope Bridges Adams; † 10. Oktober 1916 in München) war eine britisch-deutsche Ärztin. 1880 war sie die erste Frau, die in Deutschland ein Medizinstudium mit dem Staatsexamen abschloss, und wurde die erste praktische Ärztin und Gynäkologin Münchens.

## Leben
Hope Bridges Adams Lehmann war die jüngste Tochter des englischen Publizisten und Eisenbahnkonstrukteurs William Bridges Adams und seiner dritten Frau Ellen, geb. Rendall. Sie besuchte das Bedford College, eines der ersten Colleges für Frauen, und schloss dieses ab. Nach dem Tod des Vaters ließ sie sich mit ihrer Mutter zunächst in Dresden nieder. Ihre dort erworbenen Kenntnisse als Lehrerin wendete sie aber nie beruflich an.
Zum Wintersemester 1876/77 schrieb sie sich als Gasthörerin an der Universität Leipzig ein, da ein Frauenstudium im Deutschen Reich zum damaligen Zeitpunkt anders nicht möglich war.
Frauen, so die männlichen Zeitgenossen, sollten lieber Krankenpflegerin, Heilgehilfin oder allenfalls Hebamme werden. Während der Vorlesungen trug sie Männerkleidung und einen Kurzhaarschnitt, um weniger aufzufallen. Zu dieser Zeit wechselten viele Frauen in die Schweiz, da ihnen dort weniger Hürden in den Weg gelegt wurden. Bridges Adams war eine der wenigen, die blieben. Es war aber nicht leicht für sie. Sie wurde von ihren Kommilitonen gemobbt und fand z. B. ihren Hut mit Gips befüllt, wenn sie ihn nach dem Ende der Vorlesung wieder mitnehmen wollte. Hope Bridges Adams tat sich aber auch mit Frauen zusammen, die ebenfalls die Universität besuchten, und sie lernte in Leipzig Clara Zetkin kennen. In Leipzig und Dresden besuchte sie Veranstaltungen von August Bebel und anderen Sozialisten.
Zum Physikum wurde Hope Bridges Adams zunächst nicht zugelassen. Sie protestierte daraufhin und man erlaubte ihr letztendlich, die Prüfung abzulegen, ihr Abschluss wurde aber nicht anerkannt. Sie durfte aber weiter studieren, vor allem auch endlich in die Klinik. Dort arbeitete sie genauso hart und viel wie ihre männlichen Kollegen. Zum Staatsexamen wurde sie jedoch nicht zugelassen.
1880 schloss sie in Leipzig als erste Frau in Deutschland ihr Medizinstudium mit einem Staatsexamen ab. Der Abschluss in Leipzig wurde allerdings offiziell nicht anerkannt. Daraufhin wurde sie in Bern promoviert, und 1881 wurde ihr in Dublin die britische Approbation erteilt. Erst 1904 erhielt sie nachträglich durch Bundesratsbeschluss die Approbation und die Berechtigung zur Führung des Doktorgrades.
Im Juni 1881 zog sie nach Frankfurt am Main und arbeitet als praktische Ärztin. Im selben Jahr heiratete sie ihren Leipziger Kommilitonen Otto Walther. Mit ihm führte sie bis 1886 eine Praxis. Das Ehepaar hatte zwei Kinder, Heinz (* 1884) und Mara (* 1886). 1891, nach einer Tuberkuloseerkrankung Hopes, eröffnete das Ehepaar ein modernes Lungensanatorium in Nordrach im Schwarzwald, das sie bis 1893 gemeinsam führten. Sie legten Wanderwege an, achteten auf Hygiene und statteten jedes Zimmer mit eigener Dusche aus. Die Gäste mussten sich an das Alkoholverbot und Diätvorschriften halten. Neben vielen internationalen Gästen kamen auch verfolgte Sozialdemokraten, wie der zehn Jahre jüngere Druckschriftenschmuggler Carl Lehmann nach Nordrach.
Zwischen Lehmann und Hope Bridges Adams entwickelte sich eine Liebesbeziehung, Lehmann holte ihr zuliebe das Abitur nach und studierte Medizin. Nachdem Otto Walther jahrelang die Scheidung verweigert hatte, wurde die Ehe 1895 geschieden. 1896 heiratete sie Lehmann und arbeitete in dessen Praxis in der Gabelsbergerstraße 20a im Münchner Stadtteil Maxvorstadt. Dort wohnten sie auch und konnten unter anderen Franz Blei, Georg von Vollmar, August Bebel oder Erhard Auer als Gäste empfangen. Die englische Übersetzung von Bebels Die Frau und der Sozialismus durch Bridges Adams Lehmann (Woman in the past, present and future) sorgte für den Durchbruch in der anglo-amerikanischen Welt.
Hope Bridges Adams Lehmann war eine der ersten Frauen, die in München ein Auto chauffierten. Sie war in vielerlei Hinsicht fortschrittlich. Ihr Alltag als praktizierende Ärztin und geschiedene Mutter war revolutionär. Politisch war sie als aktive Sozialdemokratin und Friedensaktivistin engagiert und trat für die Gleichberechtigung der Frauen ein. Sie pflegte dabei Kontakte unter anderem zu Lenin sowie zur Münchner Frauenbewegung um Anita Augspurg und Lida Heymann und hatte ein enges freundschaftliches Verhältnis zu Clara Zetkin, deren Söhne zeitweilig bei ihr lebten.
Ihre wichtigste Schrift war das 1896 veröffentlichte Werk Das Frauenbuch. Ein ärztlicher Ratgeber für die Frau in der Familie und bei Frauenkrankheiten, das innerhalb des ersten Jahres sechs Auflagen erlebte. In zwei Bänden trifft sie grundlegende, zu ihrer Zeit wegweisende Aussagen über die Gesundheitsfürsorge für Frauen und vermittelt medizinisches Grundwissen an Frauen, um deren allgemeinen Gesundheitszustand zu verbessern. Ihre Veröffentlichungen enthielten Ratschläge für eine gesündere Lebensführung mit Themen wie Bewegung an der frischen Luft, Hygiene, sexuelle Aufklärung und Verhütungsmethoden. Sie sprach sich auch gegen das Tragen von Korsetts aus, indem sie die medizinischen Folgen darstellte.
Bridges Adams Lehmann entwickelte Konzepte zum gleichberechtigten Zusammenleben von Mann und Frau und richtete sich auch selbst danach; so lebten ihr Sohn und ihre Tochter aus der ersten Ehe in der Schulzeit bei der Mutter und deren neuem Mann in München, die Ferien verbrachten sie beim Vater. Sie wollte auch Kinder früher fördern, zum Schreiben und Lesen spielerisch animieren. Die Kinder sollten auch bilingual im Kindergarten betreut werden.
In München plante Bridges Adams Lehmann ein klassenübergreifendes „Frauenheim“. Es sollte ein modernes Arzt-Patienten-Verhältnis praktizieren und mit 400 Betten ausgestattet sein. Ihr Konzept beinhaltete viele Reformen des Krankenhauswesens wie zum Beispiel die Wahl des Chefarztes, Aufhebung der Klassenmedizin, Frauen sollten nur mit eigener schriftlicher Einverständniserklärung behandelt werden, je ein Angehöriger sollte bei Entbindungen anwesend sein dürfen und der zentrale Kreißsaal sollte durch Einzelzimmer für Entbindungen abgelöst werden. Die Stadt stellte dem Trägerverein Frauenheim ein 12.000 Quadratkilometer großes Grundstück zur Verfügung. Im Frühjahr 1914 kurz vor der Realisierung des Projekts wurde Bridges Adams Lehmann von einigen Hebammen wegen „fortgesetzten Verbrechens wider das Leben“ angezeigt, weil sie sich für Geburtenkontrolle und für eine Liberalisierung des Abtreibungsverbotes engagierte. Für die Dauer des Prozesses wurde ihr die Approbation entzogen, nach eineinhalb Jahren wurde das Verfahren eingestellt. Sie hatte zwar Schwangerschaftsabbrüche durchgeführt, es konnte ihr aber kein Fehlverhalten nachgewiesen werden. Hope Bridges Adams Lehmanns Ruf war jedoch zerstört.
Ihr Mann verstarb im April 1915 an einer Blutvergiftung, die er sich bei seinem Fronteinsatz als Feldarzt in Valenciennes zugezogen hatte; sie behandelte ihn noch selber im Feldlazarett.
Hope Bridges Adams Lehmanns Gesundheitszustand verschlechterte sich daraufhin, ihre bereits überstanden geglaubte Lungentuberkulose brach erneut aus, und sie konnte der Krankheit nichts mehr entgegensetzen. Hope Bridges Adams Lehmann starb am 10. Oktober 1916.

## Ehrungen

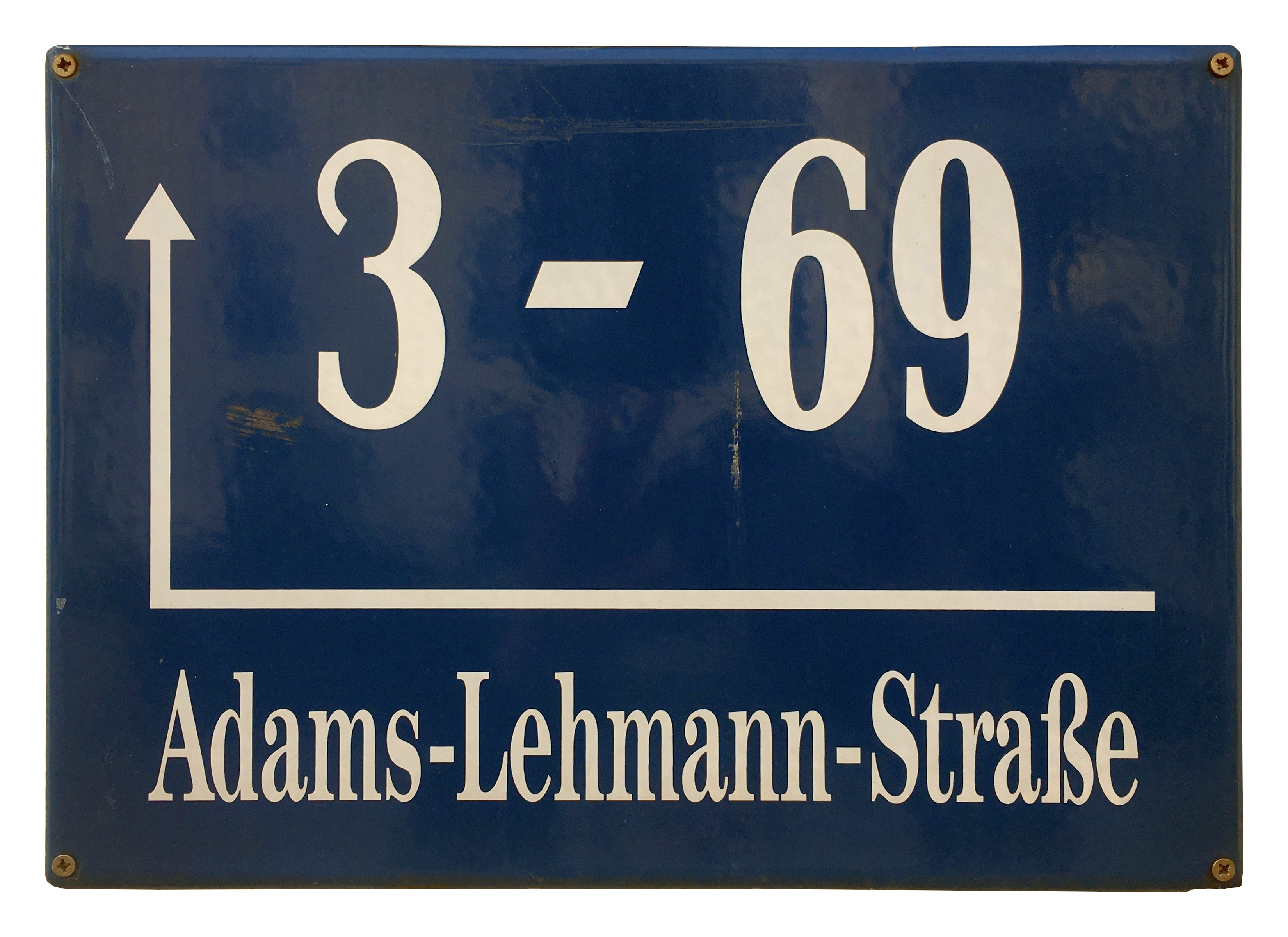
Hausnummernschild in der Adams-Lehmann-Straße in München-Schwabing

Die Münchner Adams-Lehmann-Straße liegt im Stadtbezirk 4 Schwabing-West und verläuft von der Schwere-Reiter-Straße etwa 200 Meter nach Norden, biegt dann im rechten Winkel nach Westen ab und endet nach weiteren 200 Metern. Laut Beschluss vom 9. Dezember 2004 (Straßenneubenennung 2004) ist sie nach der Ärztin und Reformerin Hope Bridges Adams-Lehmann benannt.
Im Leipziger Stadtteil Probstheida trägt der Adamsweg den Namen der Ärztin.

## Werke
- Hämoglobinausscheidung in der Niere. Inauguraldissertation (Diss. med.), Bern 1880; Leipzig 1880.
- August Bebel: Woman in the Past, Present, and Future. Translated by H. B. Adams Walther. Modern Press, London 1885. (=International Library of Social Science 1)
  - August Bebel: Woman in the Past, Present, and Future. Translated by H. B. Adams Walther. J. W. Lovell Co., New York 1886.
- Mann und Weib. In: Die Neue Zeit 12 (1893–1894). S. 388–394.
- Das Weib in seiner Geschlechtsindividualität. In: Die Neue Zeit 15 (1896–1897). S. 741–750.
- Das Frauenbuch. Ein ärztlicher Ratgeber für die Frau in der Familie und bei Frauenkrankheiten. Bd. 1: Körperbau und Gesundheitspflege, Bd. 2: Krankenpflege. Süddeutsches Verlags-Institut, Stuttgart 1896; Auszug daraus: Eheglück! Die Hygiene des Geschlechtslebens (Geschlechtsverkehr – Unfruchtbarkeit – Verhütung der Empfängnis – Prostitution – Geschlechtskrankheiten; PDF; 2,6 MB) von einer praktischen Aerztin. Schwarz, Berlin o. J. (1899).
- Zur Psychologie der Frau. In: Die Neue Zeit 15 (1896–1897). S. 591–596.
- Die Frau vor der Wissenschaft. In: Die Neue Zeit 16 (1897–1898). S. 251–253.
- Der Säugling und seine Ernährung. In: Die Neue Zeit 16 (1897–1898). S. 781–789.
- Die Vorbereitung der Frau zur Lebensarbeit. (PDF; 2 MB) Vortrag gehalten in der „Union für Frauenbestrebungen zu Zürich“. Schröter, Zürich/Leipzig 1899; niederl. Übersetzung: De voorbereiding der Vrouw tot haar levenstaak. Amsterdam o. J.
- Die sogenannte Naturheilkunde. In: Die Neue Zeit 17 (1898–1899). S. 115–117.
- Der Vegetarismus. In: Die Neue Zeit 17 (1898–1899). S. 364–368.
- Die Gesundheit im Haus. Eine ärztliche Anleitung. Süddeutsches Verlags-Institut, Stuttgart 1899.
- Das Weib und der Stier. In: Die Neue Zeit 19 (1900–1901). S. 4–14.
- Neue Geschlechtsbahnen. In: Socialistische Monatshefte 5 = 7 (1901). S. 863–867.
- Eine moderne Frau vor hundert Jahren. In: Die Neue Zeit 21 (1902–1903). S. 622–627.
- Die Arbeit der Frau. In: Sozialistische Monatshefte 9 = 11 (1905), H. 12. S. 1031–1037.
- Sexuelle Pädagogik. In: Sozialistische Monatshefte 11 = 13 (1907). S. 749–760.
- Das wilde Heer. In: Sozialistische Monatshefte 12 = 14 (1908). S. 1166–1172.
- Mutterschutz. In: Sozialistische Monatshefte 15 = 17 (1911). S. 1241–1245.
- Beruf und Ehe. In: Sozialistische Monatshefte 16 = 18 (1912). S. 1204–1208.

## Verfilmung
Das Leben von Bridges Adams Lehmann wurde 2008 unter der Regie von Martin Enlen mit Heike Makatsch in der Hauptrolle als Fernseh-Zweiteiler unter dem Titel Dr. Hope – Eine Frau gibt nicht auf für das ZDF verfilmt. Der Film wurde am 3. Juli 2009 auf dem Münchner Filmfest uraufgeführt. Die Fernseh-Erstausstrahlung erfolgte im Sender Arte am 19. März 2010. Die Drehbuchautoren Torsten Dewi und Katrin Tempel veröffentlichten 2009 einen „biographischen Roman“ als Buch zum Film.